# Camma Larsen-Ledet
Camma Sylvia Larsen-Ledet født Søgaard (22. oktober 1915 i Esbjerg – 12. august 1991 i Aabenraa) var en dansk politiker (Socialdemokraterne), minister og borgmester.
Hun blev født i Esbjerg som datter af kedel- og maskinpasser Albert Poulsen Søgaard og syerske Lucia Catharina Jochumsen Holm. 19. august 1939 blev hun gift med redaktør Clement Larsen-Ledet, søn af den navnkundige redaktør, politiker og afholdsmand Lars Larsen-Ledet.
Hun var minister for familiens anliggender i Regeringen Jens Otto Krag II fra 28. november 1966 til 2. februar 1968.
Hun blev senere borgmester i Aabenraa fra 1970 til 1986.